# Jírovec u rybníka
Jírovec u rybníka je památný strom v obci Pnětluky, která se nalézá ve vrchovině Džbán zhruba 13 km na jihozápad od okresního města Loun. Jírovec maďal (Aesculus hippocastanum) roste na návsi v centru obce, po severní straně rybníčka (přesněji řečeno požární nádrže). Návesní prostor je situován v kotlině na horním toku Pnětluckého potoka, drobného levého přítoku Hasiny.
Jírovec, který coby solitér výrazně dotváří intravilán obce, požívá ochrany od roku 2006 pro svůj vzrůst a estetickou hodnotu. Měřený obvod jeho kmene tehdy činil 290 centimetrů, výška stromu 16 metrů. Výška koruny udávána na 13 metrů, její průměr – 12 metrů – představuje zároveň i vymezení ochranného pásma. Věk stromu vyhlašovací dokumentace odhadovala na 100 roků, což přepočteno na současnost dává aktuální odhad 120 let. Zdravotní stav je hodnocen jako dobrý, nevyžadující žádných zásahů. V terénu se vedle stromu nalézá tabule „Památný strom“ s malým státním znakem, osazená na sloupku po severovýchodní straně kmene.

## Fotogalerie

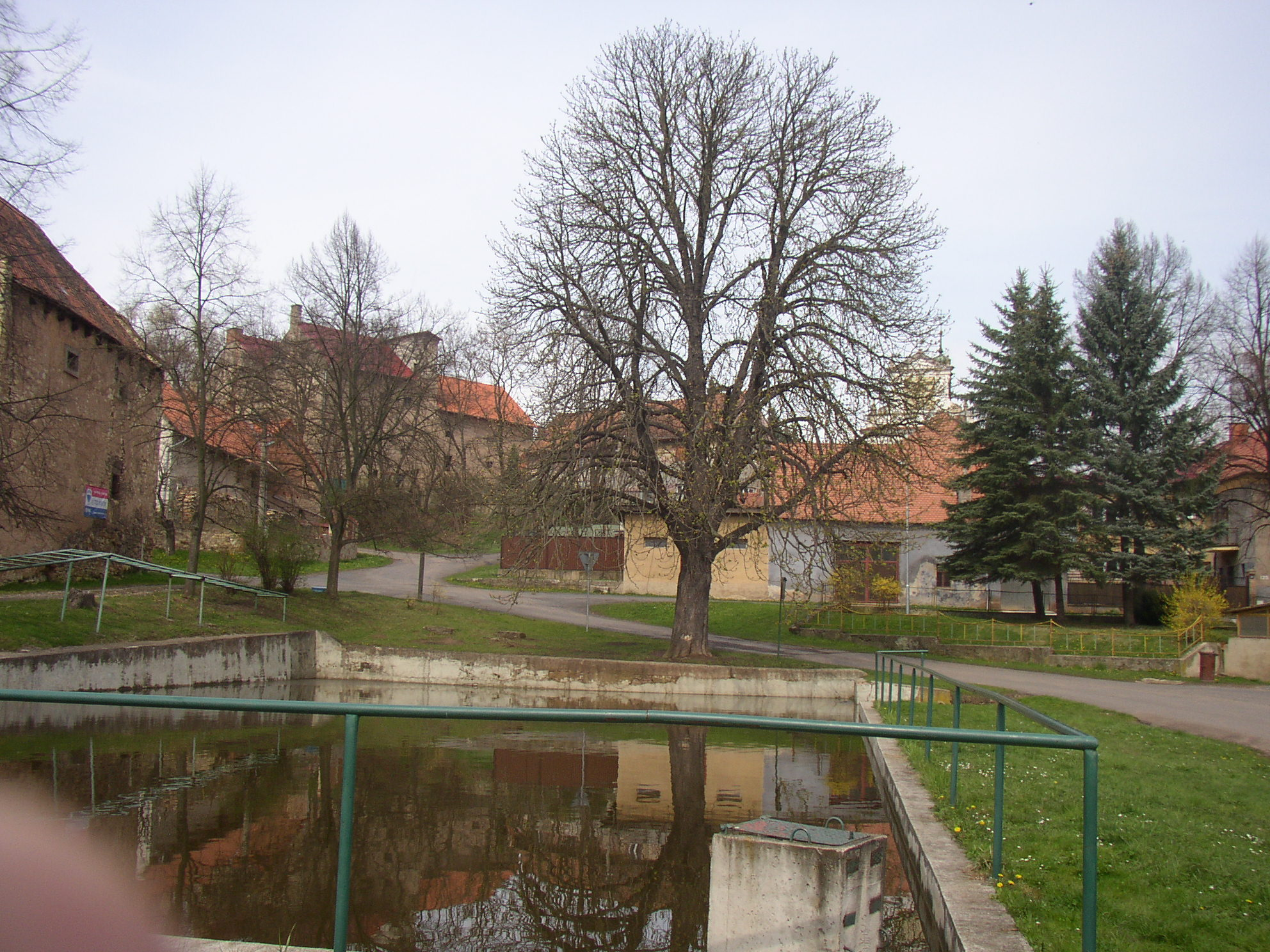
Celkový pohled od jihu, přes rybníček
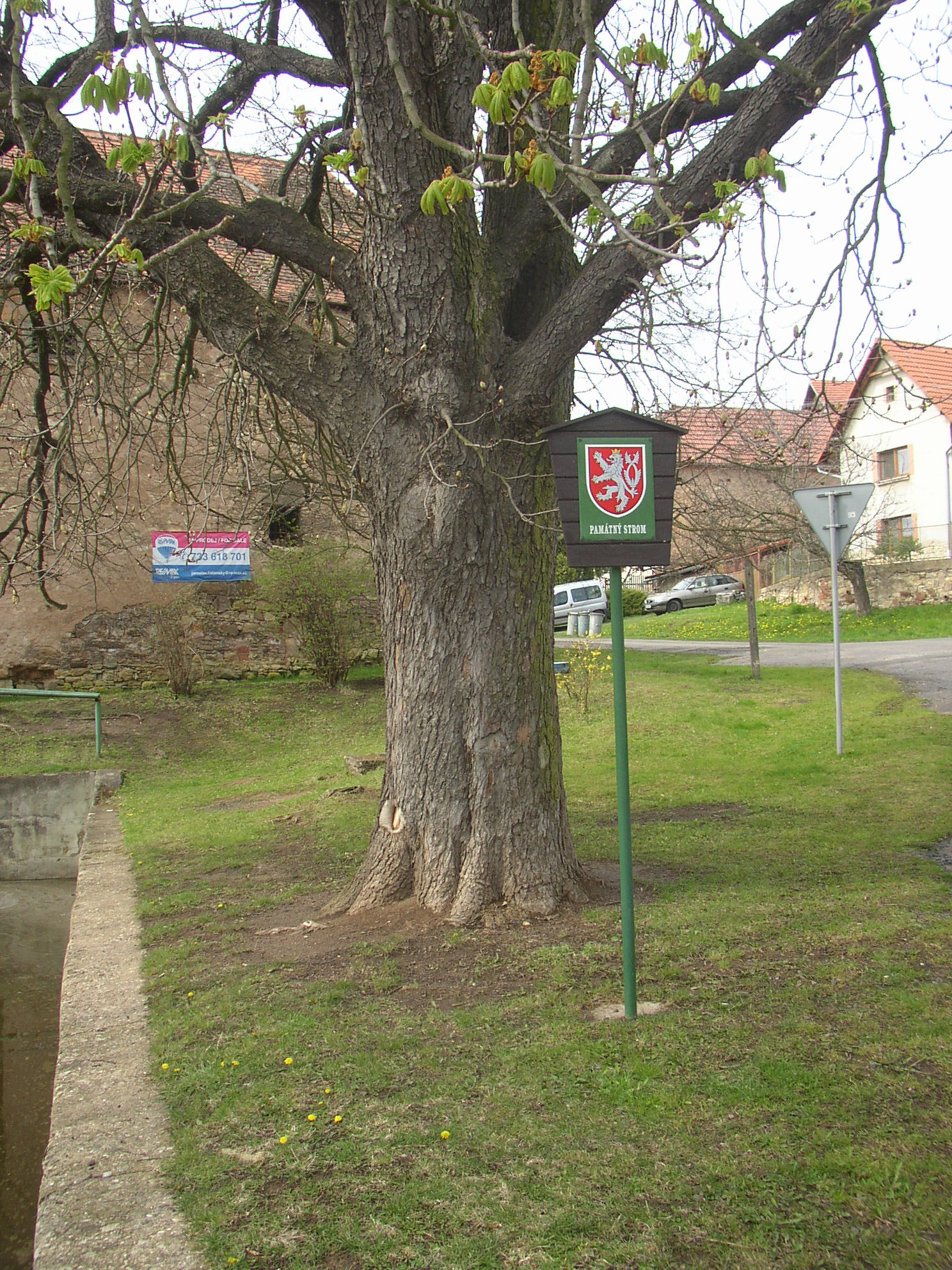
Kmen a označník z východní strany
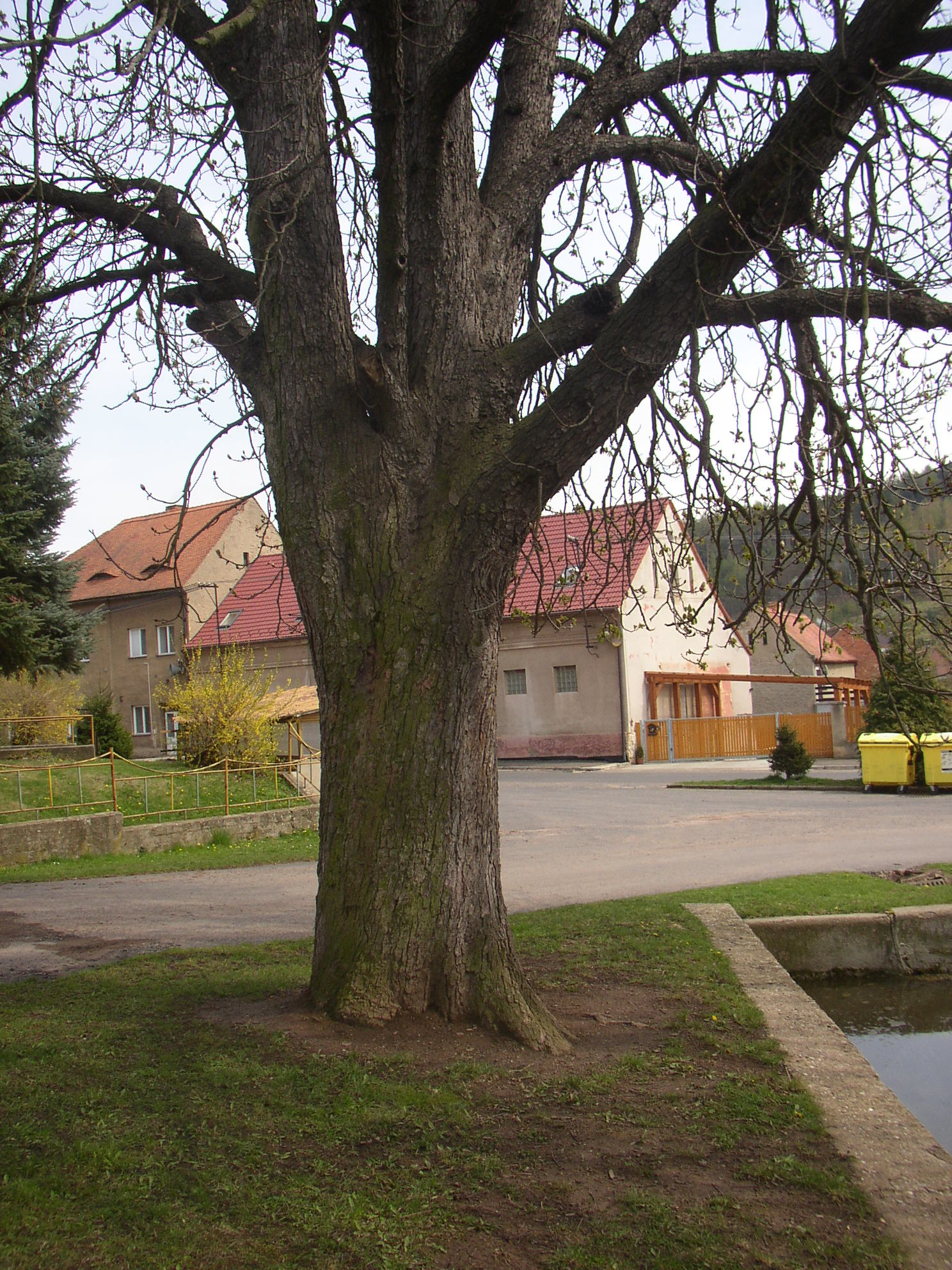
Strom ze západní strany
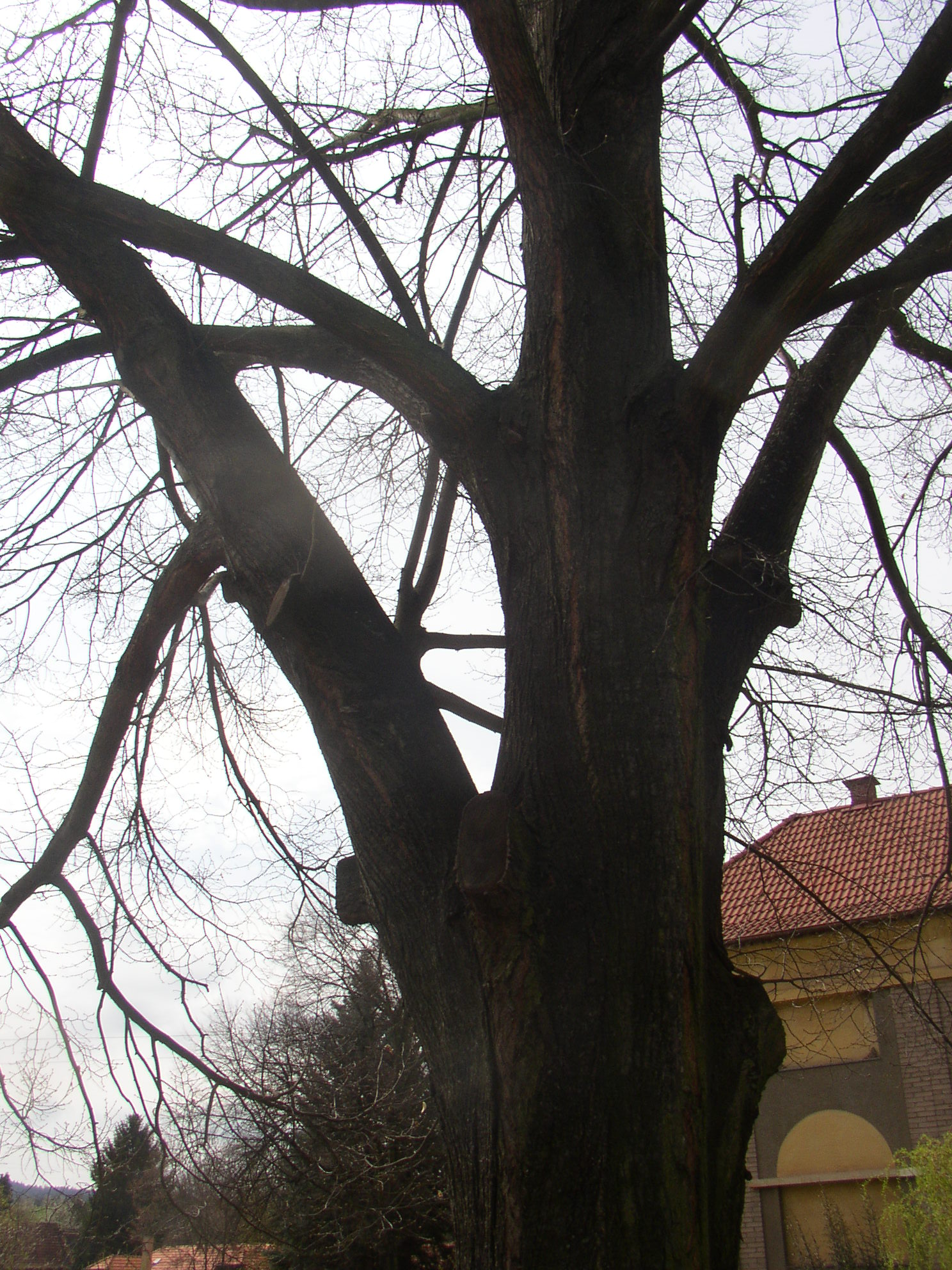
Větvení, pohled od sv.
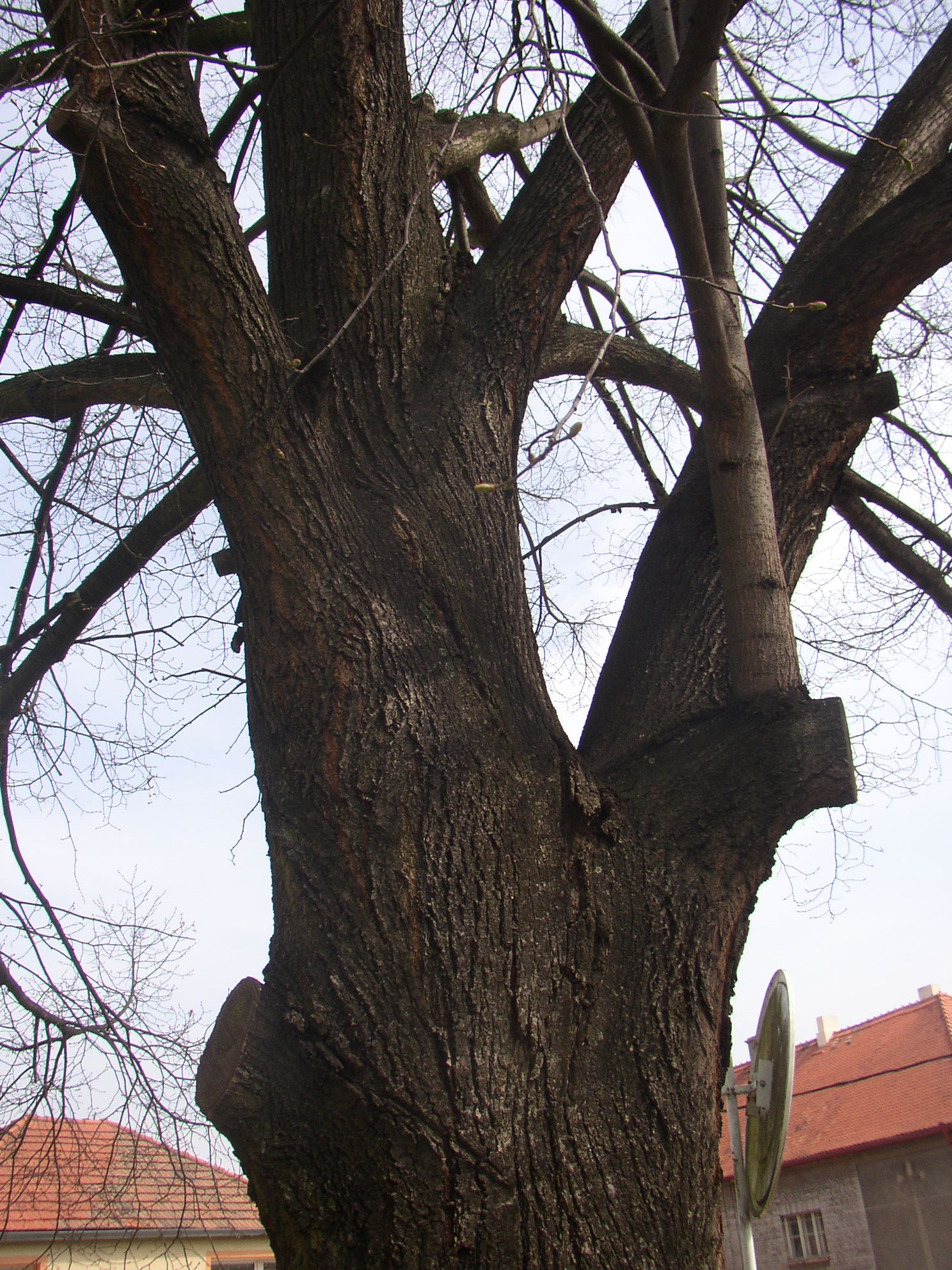
Větvení, pohled od jz.
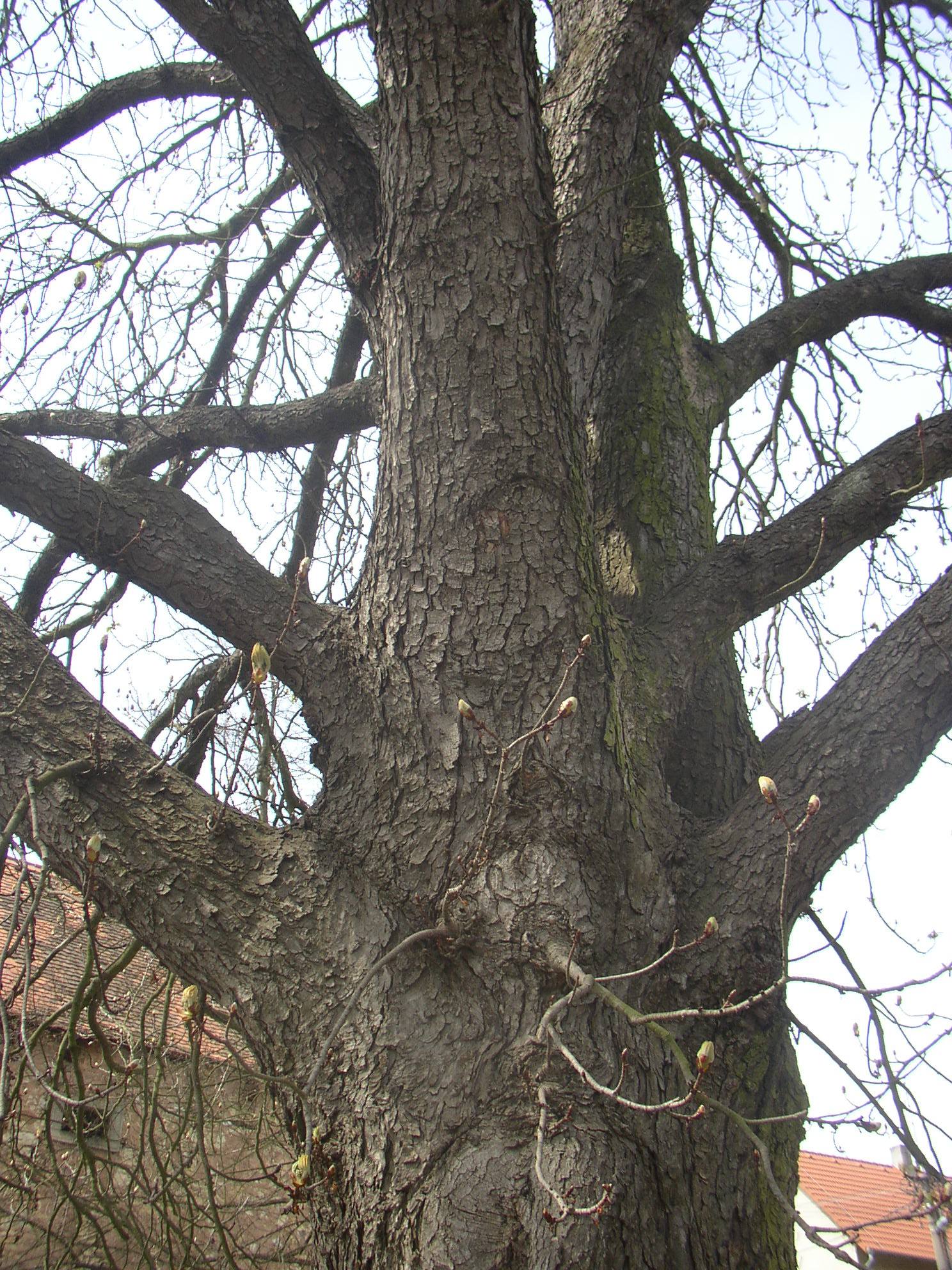
Detail větvení, pohled od vjv.

## Památné a významné stromy vokolí
- Dub u silnice v Líčkově (6,5 km zsz.)
- Dub u třešňovky v Líčkově (6,4 km zsz.)
- Dub v Tuchořicích (5,4 km sz.)
- Hrušeň u Křížů (Ročov, 4,8 km v.)
- Jírovec u Kleinova statku (Konětopy, 2,6 km sv.)
- Lípa u sv. Vojtěcha (Ročov, 5,1 km v.)
- Lípa v Kounově (4,6 km jjz.)
- Lípa v Mutějovicích (5,9 km j.)
- Lípa v Ročově (5,0 km v.)
- Matoušův jilm (Kounov, 4,8 km jjz.)
- Tis v Ročově (4,9 km v.)